# Rumble
Rumble (изговаря се: Ръмбъл) е канадска алт-тех видео платформа. Сайтът е основан от Крис Павловски, технологичен предприемач.
На 11 януари 2020 г. Rumble съди Google за резултатите от търсачката им, търсейки щети за над 2 милиарда долара.

## Потребители и съдържание
През първите седем години съдържанието на Rumble до голяма степен се състои от видеоклипове на домашни любимци и бебета. През август 2020 г. обаче политикът Девин Нунес обвинява YouTube, че цензурира канала му и започва да публикува своите видеоклипове в Rumble. Скоро го последват и други видни консерватори и либертарианци като Динеш Д’Соуза, Шон Ханити и Джим Джордан. Въпреки че платформата забранява порнография, тормоз, расистко и незаконно съдържание, всичко друго е разрешено.
След президентските избори в САЩ през 2020 г. много консервативни потребители на основните социални мрежи, като Twitter и Facebook, се местят към Rumble.

## Дизайн
Интерфейсът на Rumble включва „препоръчани канали“, които трябва да се следват, и раздел „Приходи“, заедно с четири други раздела в основния интерфейс. Rumble също така позволява на своите потребители да си генерират приходи от своите видеоклипове. Потребителите качват видеоклипове, които след това са лицензирани от партньорите на Rumble, като Yahoo! и Microsoft News, а парите, направени от тези видеоклипове, се депозират директно в потребителския акаунт в Rumble.
Потребителите на Rumble могат да печелят ежедневно теглене на пари, като плъзгат наляво или надясно, за да гласуват за видеоклипове и да печелят билети. Колкото повече билети има потребителят, толкова повече клипове потребителят може да подаде за тегленето на пари.